# جبل مورومبالا
جبل مورومبالا، المعروف أيضًا باسم جبل تيمبي، هو جبل في منطقة مورومبالا في مقاطعة زامبيزيا في وسط موزمبيق.
يرتفع جبل مورومبالا ككتلة جبلية معزولة على الحافة الغربية لهضبة مورومبالا. يصل ارتفاع هضبة مورومبالا إلى أكثر من 400 متر، وتنحدر إلى الشمال، وبشكل أكثر حدة إلى الجنوب والشرق، وبشكل حاد نحو وادي نهر شاير إلى الغرب. يفصل منحدر مورومبالا الهضبة عن الأراضي المنخفضة في شاير وزامبيزي إلى الغرب والجنوب. وادي نهر شاير هو جزء من نظام وادي الصدع الأفريقي.
مناخ الجبل أكثر برودة ورطوبة من مناخ الهضبة المجاورة. ترتفع الكتل الهوائية المحيطية الرطبة القادمة من الجنوب الشرقي إلى سفوح الجبال وتبرد، وتتكثف الرطوبة في الهواء وتسقط على شكل أمطار، أو تشكل سحب منخفضة وضبابًا صباحيًا. تحصل المنحدرات الجنوبية والشرقية المواجهة للرياح على رطوبة أكثر من المنحدرات الشمالية والغربية، والتي تقع في ظل المطر للجبل.
يدعم مناخ الجبل الأكثر برودة ورطوبة العديد من مجتمعات النباتات والحيوانات، بما في ذلك الغابات دائمة الخضرة الرطبة، والتي تختلف عن الأراضي المنخفضة المحيطة.
تشكل الغابات الجبلية في جبل مورومبالا جيبًا داخليًا لمنطقة فسيفساء الغابات الساحلية الجنوبية زنجبار-إنهامبان، والتي تمتد على طول الساحل الأكثر رطوبة. تمتد المنطقة البيئية لغابات الميومبو الشرقية إلى الشرق على هضبة مورومبالا. تقع المنطقة البيئية للغابات الزامبيزية والموبانية إلى الغرب في وادي نهري شاير وزامبيزي.